# 岡山県共生高等学校
岡山県共生高等学校（おかやまけんきょうせいこうとうがっこう）は、岡山県新見市にある私立の男女共学高校である。

## 学科
普通科 - 定員100名（受験内容はコースにより異なる）
- アドバンスコース（特別進学）　少人数クラス・7校時及び土曜日授業・予備校の衛星授業・インターネット学習プログラム・勉強合宿等を行い、海外からの留学生はこのコースに属している。3ヶ月から1年の留学制度を設けており、独自の奨学制度あり。
- チャレンジコース（進学）　基礎学力、英検、漢検、秘書検などに力を入れ、進学と就職双方に向けたコース。
- コミュニケーションコース（看護福祉）新見公立短期大学、及び吉備国際大学短期大学部との連携教育を実施、大学教授の授業を受けられ、看護・福祉方面の学校への進学コース。

## 沿革
- 1951年4月 - 岡山県公認を得て、小林景一郎、真寿江、阿哲高等技芸学校創立。
- 1954年 - 新見市発足に合わせ、新見高等技芸学校に改称。
- 1969年4月 - 学校法人名が新見女子専門学園となる。新見女子高等学校並びに新見准看護婦学校併設認可。
- 1973年4月 - 衛生看護科設置。
- 1980年4月 - 全日制に移行。
- 1991年4月 - 普通科設置。
- 1996年4月 - 男女共学へ移行。法人名が天真学園。校名が岡山県共生高等学校となる。

## 出身著名人
- 李杜軒 - 元プロ野球選手（福岡ソフトバンクホークスなど）
- 伊原正樹 - 元プロ野球選手（オリックス・バファローズ）
- 陳傑憲 - プロ野球選手（統一ライオンズ）
- 呉念庭 - プロ野球選手（埼玉西武ライオンズ→台鋼ホークス）
- 廖任磊 - プロ野球選手（味全ドラゴンズ）
- 志水桂 - 配信者

## アクセス
- 新見駅より徒歩約15分
- 中国自動車道新見ICより南へ車で約5分
- 高速バス中国新見停留所より徒歩約10分